# Juan Luis Mora
Juan Luis Mora (Aranjuez, 12 luglio 1973) è un dirigente sportivo, allenatore di calcio ed ex calciatore spagnolo, di ruolo portiere.